# Селіштя (комуна)
Селіштя (рум. Săliștea; нім. Tschorren; угор. Alsócsóra, відомий як Чоара (Cioara) до 1965) — комуна у повіті Алба в Румунії. До складу комуни входять такі села (дані про населення за 2002 рік):
- Мерджинень (77 осіб)
- Селіштя (1243 особи) — адміністративний центр комуни
- Селіштя-Дял (309 осіб)
- Тертерія (745 осіб)

Комуна розташована на відстані 267 км на північний захід від Бухареста, 23 км на південний захід від Алба-Юлії, 98 км на південь від Клуж-Напоки.

## Населення
За даними перепису населення 2002 року у комуні проживали 2374 особи.
Національний склад населення комуни:
| Національність | Кількість осіб | Відсоток |
| -------------- | -------------- | -------- |
| румуни         | 2365           | 99,6%    |
| цигани         | 5              | 0,2%     |
| українці       | 3              | 0,1%     |
| угорці         | 1              | < 0,1%   |

Рідною мовою назвали:
| Мова       | Кількість осіб | Відсоток |
| ---------- | -------------- | -------- |
| румунська  | 2371           | 99,9%    |
| українська | 3              | 0,1%     |

Склад населення комуни за віросповіданням:
| Релігія       | Кількість осіб | Відсоток |
| ------------- | -------------- | -------- |
| православні   | 2103           | 88,6%    |
| п'ятдесятники | 220            | 9,3%     |
| бретрени      | 37             | 1,6%     |
| баптисти      | 6              | 0,3%     |
| адвентисти    | 2              | 0,1%     |
| не релігійні  | 2              | 0,1%     |
| реформати     | 1              | < 0,1%   |